# 北東北
北東北（きたとうほく）は、東北地方北部の、青森県・岩手県・秋田県の3県の総称である。「北東北3県」「北奥羽（きたおうう）」という場合もある。
対して、東北地方の南部3県は南東北（みなみとうほく）と呼ばれる。

## 概要
北東北3県の合計面積は、付属諸島を除いた九州島単独の面積 (36,750 km2) に匹敵する。東北6県における北東北3県と南東北3県の面積割合はおよそ55対45で北東北の方が広く、人口は4対6で南東北の方が多い。
本州の最北部に位置する。律令時代には、畿内を地盤とする朝廷側からは、「まつろわぬ（従わぬ）民」と目された蝦夷（えみし）の居住する地域であった。平安時代に東北地方が日本の領域に組み込まれつつある時も、奥州には安倍氏や奥州藤原氏など半独立政権が存在した。畿内の政権が実権を握っていた時代には陸奥は関東地方の奥に位置する日本の東端、出羽は北陸のさらに北に位置する日本の北端と認識され、畿内の視点からの両者の一体性は薄かった。奥羽としてひとまとめにする観念が生まれるのは鎌倉時代以降のことである。

## 社会
1990年代半ば以降、青森県・岩手県・秋田県の北東北3県で政治連合が結成されており、当地における行政一体化の検討や合同事業がなされている。また、北海道を含めた1道3県の枠組みでも同様な活動を行っている。県の自主財源比率は、全国平均と比べて北東北3県ともに低いが、食糧自給率においては他に抜きん出ている。
- 自主財源比率（歳入総額に対する地方税の比率。2000年度）
  - 全国平均：32.1%
  - 北東北3県：青森県14.8%、岩手県14.6%、秋田県14.5%
  - 南東北3県：宮城県30.4%、福島県23.7%、山形県17.5%

小売業年間商品販売額は青森県が一番多く、第2位に岩手県、第3位秋田県となっていて概ね県人口と同じ順序となっている。2015年度 
- 青森県：1兆4305億円
- 岩手県：1兆3688億円
- 秋田県：1兆1256億円

また製造製品出荷額は年によって順位が異なるが、例年八戸市、金ケ崎町、北上市がTOP3に入っており、高速道路と大規模港湾の利便性を活かし様々な業種が集まる青森県八戸市周辺 や、高速道路を活かし自動車関連産業の集積が見られる金ケ崎町・北上市周辺は東北地方でも屈指の工業地帯になっている。
青森ねぶた祭、弘前ねぷたまつり、八戸三社大祭、秋田竿燈まつり、さんさ踊りなどの祭りや、遠野の座敷わらしや男鹿半島のなまはげなど、民話や郷土芸能の盛んな地方で、民俗学の宝庫と呼ばれる地域も少なくない。

## 人口
3県の人口は、青森県123.8万人、岩手県121.1万人、秋田県96.0万人（令和2年国勢調査 ）、人口密度は青森県128.4人/km2、岩手県79.3人/km2、秋田県82.5人/km2となっており人口・人口密度ともに青森県が最大となっている。青森県は東北地方全体でも宮城県、福島県に次ぐ三番目の人口・人口密度となっている。
3県の県庁所在地は、青森市28.5万人、盛岡市29.4万人、秋田市30.8万人とほぼ同規模である。都市圏人口は、青森都市圏34万人（八戸都市圏33万人、弘前都市圏32万人）、盛岡都市圏48万人、秋田都市圏43万人となっている（2000年都市雇用圏）。北東北3県に商圏が及ぶ物販（小売）・サービスの中心都市は存在せず、岩手県北部や秋田県北部からの流入がある青森県を除き、基本的に各県内に留まる傾向となっている。
また、日本国内において、最も人口減少が激しい地域の一つである。特に2017年以降は、都道府県別の人口減少率ワースト1位〜3位を、減少が激しい方から秋田県、青森県、岩手県の順で北東北地方の3県が占めている。社会増減率、平均寿命、自殺率のほか、合計特殊出生率などの各指標も全国平均に比べて悪い傾向があり、これを受けて、青森県では都道府県全体としては全国で初めての給食費無償化を実施、岩手県では交際成立カップルへ5000円分の食事券配布を行うなど、対策が急がれている。

## 北東北3県の県域放送

### 青森県
- NHK青森放送局
- 青森放送（RAB、テレビは日本テレビ系列、ラジオはJRN・NRN系列。「radikoプレミアム」参加局）
- 青森テレビ（ATV、TBS系列）
- 青森朝日放送（ABA、テレビ朝日系列）
- エフエム青森（JFN系列）

### 岩手県
- NHK盛岡放送局
- IBC岩手放送（IBC、テレビはTBS系列、ラジオはJRN・NRN系列。「radikoプレミアム」参加局）
- テレビ岩手（TVI、日本テレビ系列）
- エフエム岩手（FMI、JFN系列、「radikoプレミアム」参加局）
- 岩手めんこいテレビ（mit、フジテレビ系列）
- 岩手朝日テレビ（IAT、テレビ朝日系列）

### 秋田県
- NHK秋田放送局
- 秋田放送（ABS、テレビは日本テレビ系列、ラジオはJRN・NRN系列。「radikoプレミアム」参加局）
- 秋田テレビ（AKT、フジテレビ系列）
- 秋田朝日放送（AAB、テレビ朝日系列）
- エフエム秋田（JFN系列、「radikoプレミアム」参加局）

### 県域放送の概要
青森県は民放テレビが3局、岩手県は民放テレビが4局、秋田県は民放テレビが3局となっている。民放局数では岩手県が最も多い一方で、青森市では青森ケーブルテレビにてuhb（フジテレビ系列局）とTVh（テレビ東京系列）を含む民放テレビ5局が全て視聴可能であるなど、3県で視聴環境は大きく異なる。東北地方の県庁所在地で、テレビ東京系列の受信手段が存在するのは青森市が唯一である。秋田県に無いJNN系列局、青森県に無いフジテレビ系列局は、大館ケーブルテレビにてATVが、秋田ケーブルテレビにてIBCが、由利本荘市CATVセンターにてTUYが、青森ケーブルテレビにてuhbとTVhが、風間浦村営共聴システムにて在札全局が、三沢市ケーブルテレビにてmitが、八戸テレビ放送・田子町ケーブルテレビにて在盛全局がそれぞれ再送信されている。またIBCは秋田県の地元紙「秋田魁新報」TV面に、mitは青森県の地元紙「東奥日報」と「デーリー東北」TV面にそれぞれフルサイズで掲載されている（デーリー東北はラジオ&第2TV面に在盛局のIBCラジオ・FM岩手を掲載、mit以外の在盛テレビ全局は最終面にハーフサイズで掲載。東奥日報はラジオ&第2TV面に在盛局のIBCラジオ・FM岩手と在札局のHBCラジオ・STVラジオ・AIR-G'・FMノースウェーブをそれぞれ掲載し、在札テレビ全局とmit以外の在盛テレビ全局もハーフサイズで掲載）。

## 地域
東北地方の県域は、江戸時代の旧藩の境界とは一致していない。北東北3県においては、青森県の西側は弘前藩、青森県の東側から岩手県内陸側北部と秋田県鹿角地方が盛岡藩、青森県南（現在の八戸市周辺域）と岩手県沿岸北部が八戸藩、岩手県南部（から宮城県）が仙台藩、秋田県は南部藩が治めた鹿角地方と本荘藩、亀田藩、矢島藩領等があった由利地方を除いて久保田藩の版図であった。
しかし、旧藩の領域とは異なる地域圏も存在している。秋田県沿岸から山形県・庄内地方にかけての日本海沿岸地域は、古代から東北地方と畿内との間の最短路であり、かつ、海運による最速路・大量輸送路で、江戸時代には北前船などで繋がり、現在は陸路での繋がりも強い。また、奥羽山脈を挟んで接する岩手県・北上盆地と秋田県横手盆地は、双方とも奥州藤原氏の版図であるための文化面の繋がりや、秋田道経由の流通や内陸工業の発達で同質性が見られる。青森市や下北地方は、江戸時代以来の長年の物流から、函館市などの道南地方との経済的繋がりが深い。
高速道路や新幹線の発達で、東北地方内の移動が容易になる一方、秋田都市圏や青森都市圏では、空路で東京と直接的な経済交流があり、上述の大枠の地域特性や、地域圏ごと、都市圏ごとに異なる経済地域が形成されており、「北東北3県」という1つの経済圏には統合されていない。

## 自然地理
盆地や高原が広い地方で、太平洋沿岸には、三陸海岸に象徴されるリアス式海岸が広がる。脊梁山脈である奥羽山脈は北上市近辺で高度が下がり、太平洋からは親潮に乗って「やませ」と呼ばれる冷風が吹く。北東北は太平洋側を含めて全域が豪雪地帯である。
- 山：岩手山、八甲田山、岩木山、白神山地
- 川：北上川、雄物川
- 湖：田沢湖、十和田湖
- 平野：秋田平野、津軽平野、八戸平野
- 盆地：北上盆地、横手盆地

## 交通網

### 鉄道
東日本旅客鉄道（JR東日本）
- 東北新幹線
- 秋田新幹線
- 北海道新幹線
- 東北本線
- 羽越本線
- 奥羽本線
- 男鹿線
- 八戸線

- 山田線
- 田沢湖線
- 五能線
- 釜石線
- 北上線
- 大船渡線

弘南鉄道
- 弘南線
- 大鰐線

三陸鉄道
- リアス線

IGRいわて銀河鉄道
- いわて銀河鉄道線

青い森鉄道
- 青い森鉄道線

秋田内陸縦貫鉄道
- 秋田内陸線

由利高原鉄道
- 鳥海山ろく線

### 各県駅別1日平均乗降客数トップ10
北東北各県における、2018年度（平成30年度）の駅別1日平均乗降客数トップ10の合計は、多い方から岩手県、青森県、秋田県の順となっている。JR東日本の支社は盛岡支社と秋田支社が置かれている（青森県は東半分を盛岡支社に、西半分を秋田支社に分割管轄されている）。
| 1日平均乗降客数 | 1日平均乗降客数    | 1日平均乗降客数 | 1日平均乗降客数 | 1日平均乗降客数 | 1日平均乗降客数 |
| 県内 順位       | 県名               | 県名            | 県名            | 出典            | 出典            |
| 県内 順位       | 青森県             | 岩手県          | 秋田県          | JR              | 他              |
| --------------- | ------------------ | --------------- | --------------- | --------------- | --------------- |
| 1               | 青森駅             | 盛岡駅          | 秋田駅          | [ 8 ]           | [ 9 ]           |
| 1               | 15,650             | 47,481          | 21,466          | [ 8 ]           | [ 9 ]           |
| 2               | 弘前駅             | 一ノ関駅        | 土崎駅          | [ 8 ]           | [ 9 ]           |
| 2               | 11,788             | 8,796           | 4,152           | [ 8 ]           | [ 9 ]           |
| 3               | 八戸駅             | 北上駅          | 大曲駅          | [ 8 ]           | [ 9 ]           |
| 3               | 11,308             | 7,556           | 4,086           | [ 8 ]           | [ 9 ]           |
| 4               | 新青森駅           | 花巻駅          | 追分駅          | [ 8 ]           | [ 9 ]           |
| 4               | 7,866 （JR北除く） | 6,574           | 3,306           | [ 8 ]           | [ 9 ]           |
| 5               | 野辺地駅           | 矢幅駅          | 横手駅          | [ 8 ]           | [ 9 ]           |
| 5               | 2,656              | 6,048           | 2,494           | [ 8 ]           | [ 9 ]           |
| 6               | 本八戸駅           | 岩手飯岡駅      | 羽後本荘駅      | [ 8 ]           | [ 9 ]           |
| 6               | 2,314              | 4,682           | 2,453           | [ 8 ]           | [ 9 ]           |
| 7               | 五所川原駅         | 水沢駅          | 新屋駅          | [ 8 ]           | [ 9 ]           |
| 7               | 2,314              | 3,718           | 1,842           | [ 8 ]           | [ 9 ]           |
| 8               | 三沢駅             | 青山駅          | 大館駅          | [ 8 ]           | [ 9 ]           |
| 8               | 2,100              | 3,449           | 1,812           | [ 8 ]           | [ 9 ]           |
| 9               | 浪岡駅             | 仙北町駅        | 鷹ノ巣駅        | [ 8 ]           | [ 9 ]           |
| 9               | 1,884              | 3,374           | 1,636           | [ 8 ]           | [ 9 ]           |
| 10              | 筒井駅             | 厨川駅          | 八郎潟駅        | [ 8 ]           | [ 9 ]           |
| 10              | 1,590              | 3,209           | 1,584           | [ 8 ]           | [ 9 ]           |
| 計              | 59,470             | 94,887          | 44,831          | [ 8 ]           | [ 9 ]           |

### 対東京年間輸送人員
JR東日本によると、北東北の県庁所在地における2018年度（平成30年度）の対東京年間輸送人員は、新幹線では「東京 - 青森間」と「東京 - 盛岡間」がほぼ同数で最も多く、航空機では「東京 - 秋田間」が最多、新幹線と航空機の合計では「東京 - 青森間」が最多となっている。
| 2018年度（平成30年度） 北東北の対東京年間輸送人員（千人） | 2018年度（平成30年度） 北東北の対東京年間輸送人員（千人） | 2018年度（平成30年度） 北東北の対東京年間輸送人員（千人） | 2018年度（平成30年度） 北東北の対東京年間輸送人員（千人） | 2018年度（平成30年度） 北東北の対東京年間輸送人員（千人） |
| 区間                                                      | 新幹線                                                    | 航空機                                                    | 合計                                                      | 出典                                                      |
| --------------------------------------------------------- | --------------------------------------------------------- | --------------------------------------------------------- | --------------------------------------------------------- | --------------------------------------------------------- |
| 東京 - 青森                                               | 2,620                                                     | 748                                                       | 3,368                                                     | [ 10 ]                                                    |
| 東京 - 青森                                               | 78%                                                       | 22%                                                       | 100%                                                      | [ 10 ]                                                    |
| 東京 - 盛岡                                               | 2,621                                                     | -                                                         | 2,621                                                     | [ 10 ]                                                    |
| 東京 - 盛岡                                               | 100%                                                      | 0%                                                        | 100%                                                      | [ 10 ]                                                    |
| 東京 - 秋田                                               | 1,357                                                     | 972                                                       | 2,329                                                     | [ 10 ]                                                    |
| 東京 - 秋田                                               | 58%                                                       | 42%                                                       | 100%                                                      | [ 10 ]                                                    |

### 道路
- 東北自動車道
- 八戸自動車道
- 秋田自動車道

- 国道4号
- 国道7号
- 国道13号
- 国道45号
- 国道46号
- 国道106号

- 国道101号
- 国道105号
- 国道107号
- 国道282号
- 国道284号
- 国道397号